# سيرغي غافريلوف
سيرغي غافريلوف (بالروسية: Сергей Гаврилов)‏ (14 يناير 1987 في روسيا - ) هو لاعب كرة قدم روسي في مركز الدفاع. لعب مع توم تومسك ودينامو بريانسك وفاكل فارونيش ‏ وFC Vybor-Kurbatovo Voronezh ‏ وFC Gubkin ‏ وFC Ryazan (2010) ‏ ونادي تاغانروغ ‏.

## وصلات خارجية
- سيرغي غافريلوف على موقع قاعدة بيانات كرة القدم.إي يو (الإنجليزية)
- سيرغي غافريلوف على موقع Soccerway.com (الإنجليزية)